# سلالة يارميليستا
سلالة يارميليستا أو Jarmelista هي سلالة من الماشية من كونتيننتال البرتغال ، بالقرب من سيرا دا استريلا. تستخدم في المقام الأول للحوم البقر.

## موطن
منطقة السلالات مقيدة حصريًا في وسط البرتغال في منطقة غواردا .

## روابط خارجية
- "Photos of Native Breeds". Autoctones.ruralbit.com. مؤرشف من الأصل في 2019-12-08. اطلع عليه بتاريخ 2019-01-08.